# Ricoh 2A03

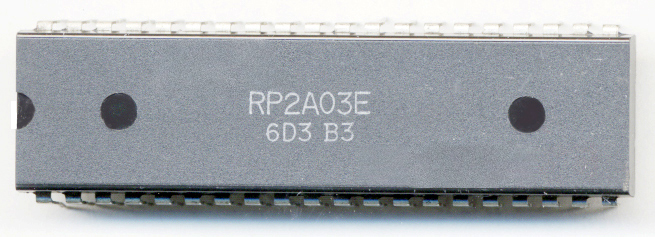
RP2A03E

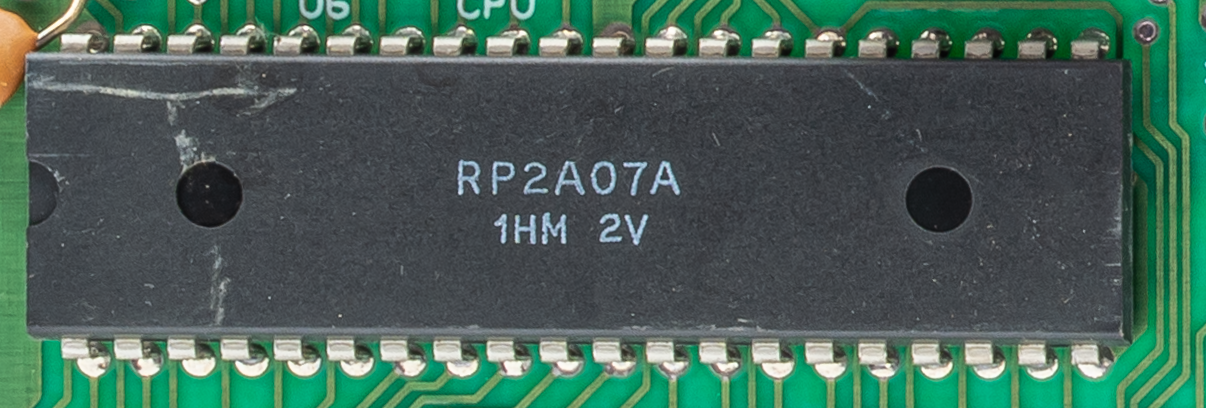
RP2A07A

RP2A03-Die

Ricoh 2A03 oder RP2A03 ist die NTSC-Version des 8-Bit-Mikroprozessors der Spielkonsole Nintendo Entertainment System (NES), hergestellt von Ricoh. Er enthielt aus einer Zweitquelle einen 6502-Kern, dem der BCD-Code-Modus des 6502 fehlte. Zur Steuerung der programmierbaren Tongeneratoren besaß er 22 Memory Mapped I/O-Register, rudimentäres DMA und Polling für die Gamecontroller.

## Regionale Varianten
Europäische und australische Versionen des NES verwendeten den Ricoh 2A07- oder RP2A07-Prozessor, der identisch zum 2A03 ist, bis auf einen anderen Frequenzteiler und unterschiedliche Niederfrequenz-Lookup-Tabellen, um die 50 Hz Vertikalfrequenz zu ermitteln, die im PAL-Standard verwendet werden.